# Chunianna pacifica
Chunianna pacifica är en djurart som tillhör fylumet slemmaskar, och som beskrevs av Ernest F. Coe 1954. Chunianna pacifica ingår i släktet Chunianna och familjen Chuniellidae. Inga underarter finns listade i Catalogue of Life.